# Гетерогенні комп'ютерні мережі
Гетерогенна комп'ютерна мережа — комп'ютерна мережа, що з'єднує персональні комп'ютери та інші пристрої з різними операційними системами або протоколами передавання даних. Наприклад, локальна мережа, яка з'єднує комп'ютери під управлінням операційних систем Microsoft Windows, Linux і MacOS, є гетерогенною. Термін «гетерогенні мережі» також вживають у бездротових мережах, які використовують різні технології для підключення. Наприклад, бездротова мережа, яка забезпечує доступ через бездротову локальну мережу і здатна забезпечувати доступ, перемикаючись на стільниковий зв'язок, також називається гетерогенною мережею.

## HetNet
Згадка про технологію HetNet часто означає використання декількох типів вузлів доступу в мережі бездротового зв'язку. Глобальна комп'ютерна мережа може використовувати макростільники, пікостільник і/або фемтостільники з метою створити зону покриття в середовищі з різними типами місцевості, починаючи з відкритих просторів і закінчуючи офісними будівлями, будинками і підземними приміщеннями. Експерти в галузі стільникового зв'язку визначають HetNet як мережу зі складною взаємодією між макростільниками, малими стільниками і, в деяких випадках, елементами WiFi мережі — всі ці елементи використовуються спільно для забезпечення мозаїчного покриття з можливістю передачі обслуговування між елементами мережі. Дослідження ARCchart прогнозує, що HetNets дозволить стимулювати ринок мобільної інфраструктури, який оцінюють приблизно в $57 млрд до 2017 року.

## Семантика «гетерогенність комп'ютерних мереж» в телекомунікації
З семантичної точки зору важливо відзначити, що поняття гетерогенні мережі може мати різні значення в галузі бездротових телекомунікацій. Наприклад, воно може означати парадигму добре інтегрованої і повсюдної сумісності між різними протоколами, які використовують різні зони покриття (див. HetNet). В інших випадках, це може означати нерівномірний просторовий розподіл користувачів або бездротових вузлів доступу (spatial inhomogeneity). Отже, використання терміна «гетерогенні мережі» без контексту може викликати плутанину в науковій літературі під час перегляду роботи іншими фахівцями. Фактично, плутанина може посилитися в майбутньому, особливо в світлі того факту, що парадигму «HetNet» так само можна розглядати з «геометричної» точки зору.

## Алгоритм прийняття рішень про перемикання мережі у гетерогенних безпровідних мережах

### Вступ
У гетерогенних мережах зв'язку широко використовуються бездротові технології — WiFi, LTE. WiMax. UMTS. GPSR та ін. Для того щоб абонент без розриву з'єднання міг переміщатися в гетерогенній безпровідній мережі з різними технологіями доступу, необхідний ефективний алгоритм перемикання. Основним завданням такого алгоритму є підтримання неперервного зв'язку при високій якості обслуговування (Qos) мобільного вузла. В системі управління гетерогенної бездротової мережі (СУГБМ) можливі гомогенні перемикання — перемикання в межах одного типу бездротової мережі, а також гетерогенні перемикання — між мережами різних типів.

### Опис алгоритму управління гетерогенною бездротовою мережею
Станом на 2000-2010-ті роки у широкому вжитку декілька типів бездротових технологій, а саме 3G, IEEE 802.11 і LTE. У пропонованому алгоритмі використовуються декілька значущих параметрів при виборі БС: — Рівень сигналу (RSS); — Швидкість МВ; — Завантаженість БМ.
У завдання 'нашого дослідження входить не тільки балансування навантаження між БС різних типів, а й підвищення якості обслуговування клієнтів Інтернет-провайдерами та операторами стільникового зв'язку.
У гетерогенних бездротових мережах існують різні обмеження швидкості руху МВ, наприклад нормальна швидкість МВдля зв'язку з IEEE 802.11 значно менша, ніж в 3G. Таким чином, неможливо як основний критерій при виборі бездротової мережі розглядати лише рівень сигналу.
Пропонований алгоритм включає в себе три основних компоненти : збір даних, нормалізація даних і прийняття рішення про переключення. На першому етапі здійснюється збір інформації, необхідної для нормалізації даних і подальшого прийняття рішення. На цьому етапі збирається системне навантаження кандидата на перемикання, швидкість МУ і рівень сигналу між БМ і МУ.
На наступному етапі зібрані дані нормалізують і виходять лінгвістичні перемінні. На заключному етапі отримані параметри використовуються для визначення рейтингу мережі на основі нечіткої бази знань про бездротові мережі.

### Опис алгоритму оптимізації гетерогенної бездротової мережі
У запропонованій системі розглядаються мережі стандартів 3G, WiFi і LTE. Рішення про перемикання буде визначатись завантаженням БМ, рівнем сигналу і швидкістю МУ.
Після отримання необхідних параметрів для їх подальшої нормалізації необхідно визначити відповідні нечіткі множини. Відповідно до характеру різних бездротових технологій можна визначити нечітку множину для різних технологій бездротової мережі з відповідною функцією належності.
Розглянемо ситуацію, коли МВ рухається із зони покриття однієї БМ стандарту LTE в зону покриття нової БМстандарту 3G зі швидкістю 13 км / год. У той же час МУ потрапляє в зону покриття БС стандарту WiFi. Мобільний вузол не може простим порівнянням рівнів сигналів або швидкостей визначити цільову БМ. Якщо МУ перемикнеться на БМ стандарту 3G після простого порівняння рівнів сигналу, то з'єднання може відбутися, але якщо МВ перемикнеться на БМ стандарту WiFi то з'єднання обов'язково розірветься через відносно високу для стандарту WiFi швидкість МУ.
Нормалізація в даному прикладі покаже, що швидкість 13 км / год для стандарту WiFi є занадто високою, а для стандарту 3G низькою. Таким чином, МУ вибере БМ стандарту 3G з більш високим рейтингом в порівнянні з БМ стандарту МГЕР
Нечітка база знань і механізм ухвалення рішення. Після процедури нормалізації всі параметри переводяться в лінгвістичні змінні, які можна порівняти безпосередньо, т. К. Параметри будуть приведені до єдиної бази порівняння. Модуль прийняття рішення просто обробляє параметри бездротової мережі, безпосередньо порівнюючи їх за допомогою нечіткої бази знань для виведення оптимального рішення. Механізм логічного висновку заснований на нечітких правилах, перерахованих у таблиці.
| Завантаження | Рівень сигналу | Швидкість | Рейтинг мережі |
| ------------ | -------------- | --------- | -------------- |
| Низьке       | Низький        | Низька    | 1              |
| Низьке       | Високий        | Висока    | 1              |
| Високе       | Середній       | Середня   | 1              |
| Високе       | Високий        | Низька    | 3              |
| Високе       | Середній       | Середня   | 3              |
| Високе       | Високий        | Низька    | 4              |
| Високе       | Високий        | Середня   | 3              |
| Середнє      | Середній       | Низька    | 4              |
| Середнє      | Середній       | Приклад   | 4              |
| Середнє      | Високий        | Низька    | 5              |
| Середнє      | Високий        | Середня   | 4              |
| Низьке       | Середній       | Низька    | 5              |
| Низьке       | Середній       | Середня   | 5              |
| Низьке       | Високий        | Низька    | 6              |

Потім оцінюється рівень сигналу, швидкість і завантаженість для кожної БМ. Кожен параметр має підмножини високих середніх і низьких значень. Кількість правил в нечіткої базі знань розраховується за формулою хт = 21 правил, де х — кількість лінгвістичних змінних; т — кількість параметрів. На цьому етапі можна зменшити кількість правил до 14, виникає можливість фільтрації свідомо непридатних для використання БМ кандидатів У нашому випадку для МУ з високою швидкістю і низьким рівнем сигналу два додаткових параметра повинні бути високої якості.
Далі для даної бази знань на основі експертної оцінки параметрів визначається рейтинг мережі. У нашому випадку для кожного параметра задається рейтинг від 0 до 2. Параметр високої якості — 2 бали, середнього — 1 бал і низької якості — 0 балів. Потім сума балів за всіма трьома параметрами визначає підсумковий рейтинг мережі. Таким чином, низьке завантаження, високий рівень сигналу і низька швидкість є параметрами високої якості — 2 + 2 + 2 = 6 балів.
Ухвалення рішення про необхідність перемикання. Після нормалізації параметрів БМ, згідно нечіткої бази знань, визначається рейтинг кожної БМ і вибираются БМ з найвищим рейтингом. НА цьому етапі фільтруються БМ, що не відповідають висунутим вимогам: з низьким рівнем сигналу, високою швидкістю або ж сильно завантажені. Потім перевіряється наявність БМ з більш високим рейтингом, ніж поточна БМ.
Після перевірки наявності БМ — кандидатів на переключання — виробляється перевірка наявності уподобань користувача до певного типу мережі. Якщо користувач не вибрав певну мережу, то проводиться випадковий вибір Бм зі списку кандидатів.